# Třída R (1918)
Třída R byla třída diesel-elektrických ponorek britského královského námořnictva. Byly to vůbec první specializované protiponorkové čluny. Proto se mimo jiné vyznačovaly vyšší rychlosti pod hladinou, než na ní. Touto koncepcí předběhly svou dobu. Dokončeno bylo deset ze dvanácti rozestavěných ponorek. Do služby byly přijaty v letech 1918–1919.

## Stavba
V březnu 1917 námořnictvo posuzovalo návrh ponorky s vysokou podhladinovou rychlostí, určené ke stíhání nepřátelských ponorek. Přestože byl odmítnut, práce na něm pokračovaly a v upravené podobě byl schválen v prosinci 1917. Pro zrychlení prací byly použity koponenty ze tříd H (trupové sekce, diesel) a J (baterie). Neobvyklé bylo i využití pomocného elektromotoru pro ekonomickou plavbu. Hydrodynamicky jemný trup a velká kormidla zlepšovaly výkony a obratnost ponorek při plavbě pod hladinou. Do stavby ponorek se zapojilo pět britských loděnic. Byly to Chatham Dockyard ve městě Chatham v hrabství Kent (4 ks), Pembroke Dockyard v hrabství Pembrokeshire (2 ks, obě nedokončeny), Vickers v Barrow-in-Furness (2 ks), Armstrong Whitworth (Armstrong) v Elswicku (2 ks) a Cammell Laird v Birkenheadu (2 ks). Do služby byly přijaty v letech 1918–1919.
Jednotky třídy R:
| Jméno   | Loděnice          | Založení kýlu | Spuštěna        | Vstup do služby | Poznámky               |
| ------- | ----------------- | ------------- | --------------- | --------------- | ---------------------- |
| HMS R1  | Chatham Dockyard  | 1917          | 25. dubna 1918  | říjen 1918      | Prodána do šrotu 1923. |
| HMS R2  | Chatham Dockyard  | 1917          | 25. dubna 1918  | prosinec 1918   | Prodána do šrotu 1923. |
| HMS R3  | Chatham Dockyard  | 1917          | 8. června 1918  | březen 1919     | Prodána do šrotu 1923. |
| HMS R4  | Chatham Dockyard  | 1917          | 8. června 1918  | srpen 1919      | Prodána do šrotu 1934. |
| HMS R5  | Pembroke dockyard | 1917          | –               | –               | Stavba zrušena.        |
| HMS R6  | Pembroke dockyard | 1917          | –               | –               | Stavba zrušena.        |
| HMS R7  | Vickers           | 1917          | 14. května 1918 | červen 1918     | Prodána do šrotu 1923. |
| HMS R8  | Vickers           | 1917          | 28. června 1918 | červenec 1918   | Prodána do šrotu 1923. |
| HMS R9  | Armstrong         | 1917          | 12. srpna 1918  | říjen 1918      | Prodána do šrotu 1923. |
| HMS R10 | Armstrong         | 1917          | 5. října 1918   | duben 1919      | Prodána do šrotu 1929. |
| HMS R11 | Cammell Laird     | 1917          | 16. března 1918 | srpen 1918      | Prodána do šrotu 1923. |
| HMS R12 | Cammell Laird     | 1917          | 9. dubna 1918   | říjen 1918      | Prodána do šrotu 1923. |

## Konstrukce

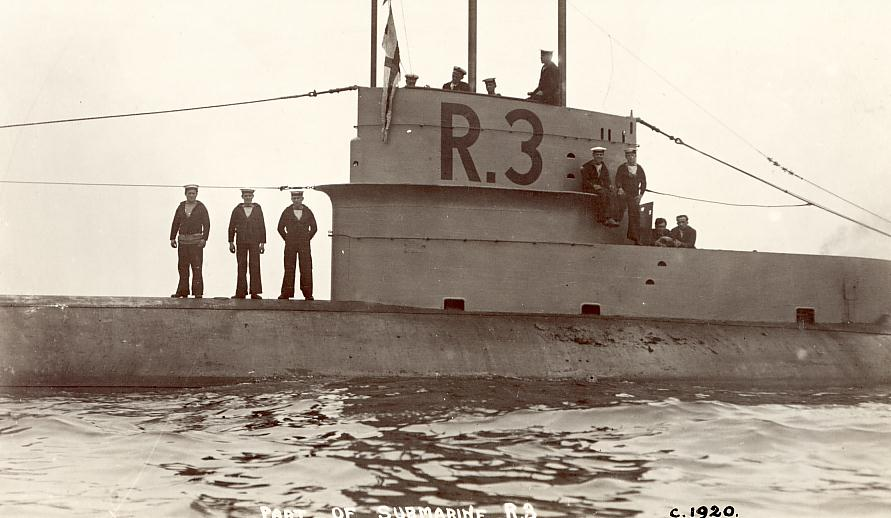
HMS R3

Ponorky byly vyzbrojeny šesti příďovými 457mm torpédomety se zásobou dvanácti torpéd. Pohonný systém tvořil jeden diesel NLSE o výkonu 240 hp, dva elektromotory o výkonu 1200 hp a jeden elektromotor pro ekonomickou plavbu o výkonu 25 hp. Lodní šrouby byl jeden. Nejvyšší rychlost na hladině dosahovala 9,5 uzlu a pod hladinou patnáct uzlů. Dosah byl 2000 námořních mil při rychlosti osmi uzlů na hladině a 240 námořních mil při rychlosti čtyř uzlů pod hladinou. Operační hloubka ponoru byla až 75 metrů.